# NGC 799
NGC 799 ist eine Balken-Spiralgalaxie vom Hubble-Typ SBa im Sternbild Walfisch am Südsternhimmel. Sie ist etwa 266 Millionen Lichtjahre von der Milchstraße entfernt und hat einen Durchmesser von etwa 130.000 Lichtjahren. Sie bildet zusammen mit NGC 800 das gravitativ gebundenes Galaxienpaar Holm 54 oder KPG 52.

Die Typ-Ia-Supernova SN2004dt wurde hier beobachtet.
Das Objekt wurde am 9. Oktober 1885 von Lewis Swift mit einem 16-Zoll-Reflektor entdeckt.